# نيشان العمل الاستحقاقي
وسام مجد العمل أو نيشان العمل الاستحقاقي (أيضًا: وسام استحقاق العمل، بالروماني: Ordinul Gloria Muncii) هو وسام رسمي في مولدوفا يُمنح للإنجازات البارزة في مجال عمل الفرد، والنشاط العام المحترم خلال حياته المهنية،
والمساهمات العظيمة في تطوير المجالات الثقافية والعلمية والاجتماعية والاقتصادية والرياضية والعامة في مولدوفا. وسام مجد العمل يمنحه رئيس مولدوفا.

## تاريخ
تم إنشاء وسام مجد العمل بموجب قانون تشريعي، وتم تمريره في البرلمان المولدوفي في عام 1992.  وفقًا للمادة 17 (9) من القانون المتعلق بالتمييزات الحكومية في جمهورية مولدوفا (القانون رقم 1123 الدين 30.07.1992)، «يُمنح وسام استحقاق العمل للعمل المتميز والنجاح الكبير في جميع المجالات».

## تصميم
يمكن العثور على المواصفات الدقيقة للجائزة المادية في نفس القانون:
الوسام مصنوع من تومباك مغطى بالذهب، ويمثل نجمة محدبة إلى حد ما ذات ثمانية رؤوس، وتتألف من أربعة أشعة تمثل أشواك منمقة من القمح وأربعة عوارض ذات جوانب مدببة. والمركز عبارة عن عجلة مسننة منقوشة ومطلية بالفضة وفي الجزء العلوي، نقش «غلوريا مونسي» [مجد العمل] ، وفي الجزء السفلي - نقش «مولدوفا». في وسط العجلة، الصورة البارزة لعلم الدولة - الأزرق والأصفر وخطوط حمراء - مغطاة بالمينا. يوجد في أسفل العلم غصانان متباينان من الغار مغطى بالذهب ومحاطان بخطوط عمودية مستقيمة مغطاة بالفضة وقطر الطلب 45 مم

## المستلمون

### الأفراد
- نيكولاي تيموفتي [5]
- إيغور دودون (25 مارس 2008) [6]
- مايا ساندو (23 يوليو 2014) [7]
- تودور زانيت (2010)
- فلاديمير بلاهوتنيوك (2007) [8]
- جورجي قديريم
- بافيل فيليب (2014)
- أوليج ريدمان

### الجماعات
- جامعة ولاية نيكولاي تيستيميتشانو للطب والصيدلة (6 أكتوبر 2005) [9]
- شركة مساهمة "Apă-Canal Chişinău" (11 كانون الأول (ديسمبر) 2012) [10]
- كلية Raisa Pakalo الوطنية للطب والصيدلة (5 يونيو 2014) [11]
- مصنع الملابس «إيونيل» (9 سبتمبر 2015) [12]
- لوك أويل مولدوفا (7 ديسمبر 2015) [13]